# Baltimora
Baltimora war ein Italo-Disco-Act, dessen Gesicht der Sänger und Tänzer Jimmy McShane (* 23. Mai 1957 in Londonderry; † 29. März 1995 ebenda) war. Der Gesang stammte von Maurizio Bassi, einem Produzenten aus Mailand, Italien, der auch die Lieder schrieb, sonst aber im Hintergrund blieb. Der größte Hit von Baltimora war 1985 Tarzan Boy.

## Leben
Jimmy McShane ließ sich in London zum Tänzer ausbilden und bekam dadurch einige kleine Engagements im Theater und im Fernsehen. Dann zog er nach Italien, trat auch dort auf und kam so als Backgroundsänger in die Band von Dee D. Jackson, die 1978 mit Automatic Lover einen europaweiten Hit hatte.
Die erste Single von Baltimora war Tarzan Boy. Der Titel eroberte 1985 im Zuge der Italo-Disco-Welle die europäischen Hitparaden und wurde sogar ein Top-20-Erfolg in den US-Popcharts, was für einen Italo-Disco-Act sehr ungewöhnlich war. In den amerikanischen Billboard Dance-Charts erreichte der Hit Platz 6. Als das Lied 1993 in dem Film Turtles III (Originaltitel Teenage Mutant Ninja Turtles III) Verwendung fand, gelang noch einmal der Sprung in die US-Popcharts, diesmal auf Position 51.
Die zweite Single Woody Boogie platzierte sich in den Top 20 in Deutschland und in der Schweiz. An den Erfolg von Tarzan Boy konnte Baltimora nicht mehr anknüpfen.
McShane war homosexuell. „Tarzan Boy“ wurde deswegen oft als Symbol für die Homosexuellenbewegung benutzt. Er starb 1995 an den Folgen von AIDS. Maurizio Bassi arbeitete weiter als Produzent, Arrangeur und Studiomusiker, u. a. für Eros Ramazzotti, Matia Bazar und Ricchi e Poveri.

## Diskografie

### Alben
- 1985: Living in the Background
- 1985: World Re-Mix
- 1987: Survivor in Love
- 2010: Tarzan Boy – The World of Baltimora

### Singles
- 1984: Tarzan Boy
- 1985: Woody Boogie
- 1985: Living in the Background
- 1986: Juke Box Boy
- 1987: Survivor in Love
- 1987: Key Key Karimba
- 1987: Global Love (mit Linda Wesley)
- 1987: Call Me in the Heart of the Night
- 1993: Tarzan Boy (Remix)

## Auszeichnungen für Musikverkäufe
| Goldene Schallplatte - Frankreich - 1985: für die Single Tarzan Boy - Kanada - 1986: für die Single Tarzan Boy - 1986: für das Album Living in the Background - Spanien - 1984: für die Single Tarzan Boy |

Anmerkung: Auszeichnungen in Ländern aus den Charttabellen bzw. Chartboxen sind in ebendiesen zu finden.
| Land/RegionAuszeichnungen für Musikverkäufe (Land/Region, Auszeichnungen, Verkäufe, Quellen) | Silber  | Gold     | Platin | Verkäufe | Quellen             |
| -------------------------------------------------------------------------------------------- | ------- | -------- | ------ | -------- | ------------------- |
| Frankreich (SNEP)                                                                            | —       | Gold1    | —      | 500.000  | infodisc.fr         |
| Kanada (MC)                                                                                  | —       | 2× Gold2 | —      | 100.000  | musiccanada.com     |
| Spanien (Promusicae)                                                                         | —       | Gold1    | —      | 25.000   | mediafire.com (PDF) |
| Vereinigtes Königreich (BPI)                                                                 | Silber1 | —        | —      | 250.000  | bpi.co.uk           |
| Insgesamt                                                                                    | Silber1 | 4× Gold4 | —      |          |                     |